# Kvalifikacija za Millstreet
Kvalifikacija za Millstreet was de Oost-Europese preselectie voor het Eurovisiesongfestival 1993. Zeven landen namen deel aan deze wedstrijd. Drie landen konden uiteindelijk een ticket voor het Eurovisiesongfestival 1993 bemachtigen. De wedstrijd werd gehouden op 3 april 1993 en werd georganiseerd door Radiotelevizija Slovenija en gehouden in Ljubljana, Slovenië. Elk land koos zijn deelnemer via een eigen selectieprocedure. Sommige landen kozen hun inzending intern, anderen kozen hun inzending via een nationale finale.

## Resultaat
| Plaats | Land                  | Artiest         | Titel                       | Punten |
| ------ | --------------------- | --------------- | --------------------------- | ------ |
| 1      | Slovenië              | 1X Band         | Tih deževen dan             | 54     |
| 2      | Bosnië en Herzegovina | Fazla           | Sva bol svijeta             | 52     |
| 3      | Kroatië               | Put             | Don't ever cry              | 51     |
| 4      | Slowakije             | Elán            | Amnestia na neveru          | 50     |
| 5      | Estland               | Janika Sillamaa | Muretut meelt ja südametuld | 47     |
| 6      | Hongarije             | Andrea Szúlák   | Árva reggel                 | 44     |
| 7      | Roemenië              | Dida Dragan     | Nu pleca                    | 38     |

## Scoreblad
|            |                                            | Resultaat        | Resultaat        | Resultaat          | Resultaat         | Resultaat         | Resultaat          | Resultaat | Resultaat |
| Totaal     | Vlag van Bosnië en Herzegovina (1992-1998) | Vlag van Kroatië | Vlag van Estland | Vlag van Hongarije | Vlag van Roemenië | Vlag van Slovenië | Vlag van Slowakije |           |           |
| ---------- | ------------------------------------------ | ---------------- | ---------------- | ------------------ | ----------------- | ----------------- | ------------------ | --------- | --------- |
| Deelnemers | Bosnië en Herzegovina                      | 52               |                  | 5                  | 8                 | 10                | 10                 | 7         | 12        |
| Deelnemers | Kroatië                                    | 51               | 10               |                    | 6                 | 12                | 7                  | 8         | 8         |
| Deelnemers | Estland                                    | 47               | 6                | 8                  |                   | 8                 | 6                  | 12        | 7         |
| Deelnemers | Hongarije                                  | 44               | 7                | 6                  | 12                |                   | 8                  | 6         | 5         |
| Deelnemers | Roemenië                                   | 38               | 5                | 12                 | 5                 | 5                 |                    | 5         | 6         |
| Deelnemers | Slovenië                                   | 54               | 8                | 7                  | 10                | 7                 | 12                 |           | 10        |
| Deelnemers | Slowakije                                  | 50               | 12               | 10                 | 7                 | 6                 | 5                  | 10        |           |